# Здзяжець
Здзяжець (пол. Zdziarzec) — село в Польщі, у гміні Радомишль-Великий Мелецького повіту Підкарпатського воєводства.
Населення — 946 осіб (2011).
У 1975-1998 роках село належало до Тарновського воєводства.

## Демографія
Демографічна структура станом на 31 березня 2011 року:
|          | Загалом | Допрацездатний вік | Працездатний вік | Постпрацездатний вік |
| -------- | ------- | ------------------ | ---------------- | -------------------- |
| Чоловіки | 456     | 106                | 300              | 50                   |
| Жінки    | 490     | 115                | 279              | 96                   |
| Разом    | 946     | 221                | 579              | 146                  |